# Adolf Goldberg

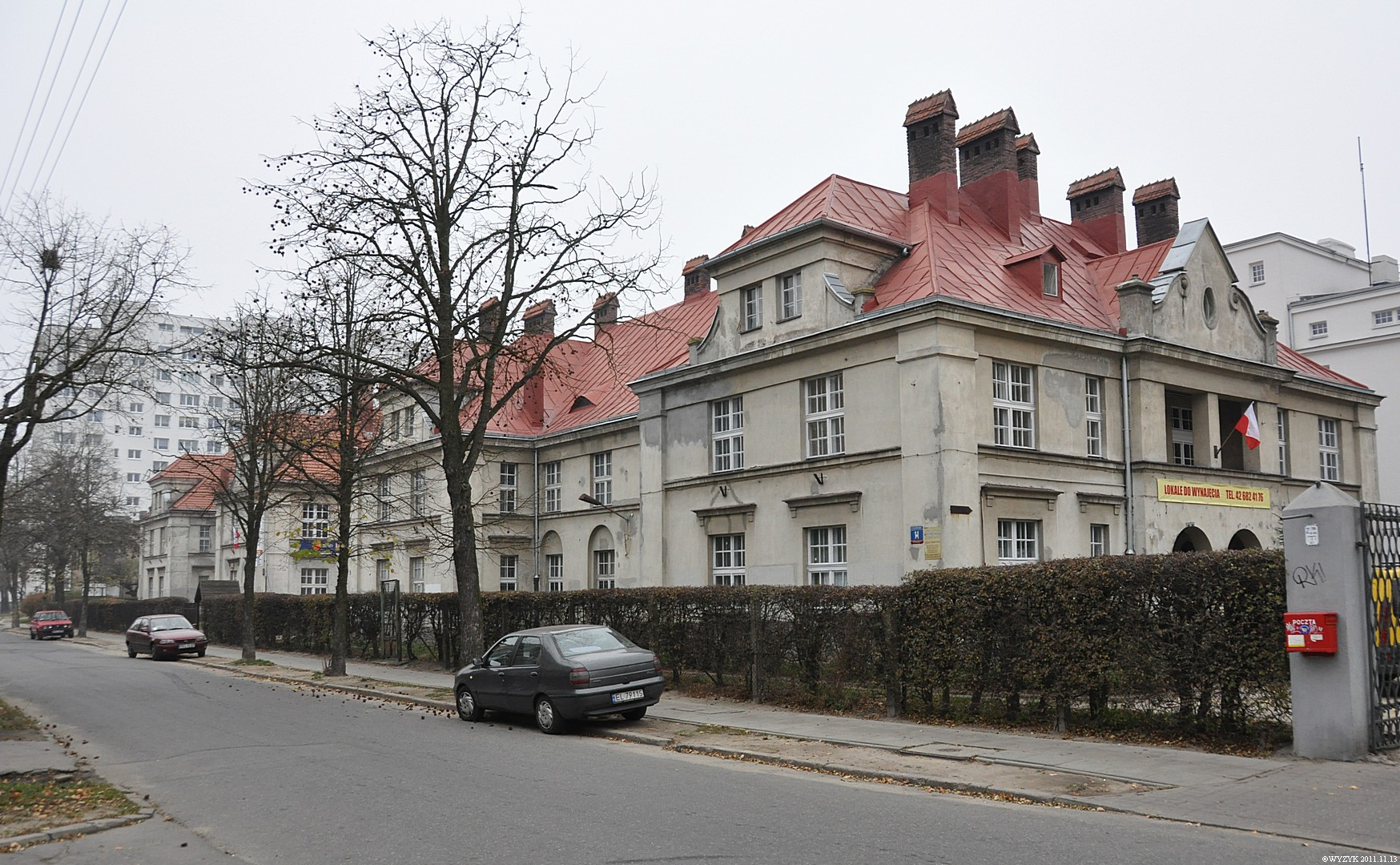
Osiedle Towarzystwa Spółdzielczego „Lokator” przy ul. Lokatorskiej w Łodzi, powstałe wg projektu Adolfa Goldberga

Adolf Goldberg (ur. 27 grudnia 1889 w Łodzi, zm. prawdopodobnie w latach 1939–1945) – polski architekt i urbanista pochodzenia żydowskiego.

## Życiorys
W 1908 ukończył naukę w Szkole Zgromadzenia Kupców w Łodzi. W 1909 zdał maturę w Krakowie. Przed rozpoczęciem i w trakcie studiów pracował w biurach S. J. Landaua oraz w firmie A. Zarske. Następnie ukończył studia na Wydziale Architektury Politechniki w Monachium w 1917. W latach 1919–1921 był kierownikiem Oddziału Zabudowy Miasta w Łodzi. Na tym stanowisku odpowiadał za implementację Zarysu przygotowawczego i programu ogólnego planu zabudowy Łodzi i okolic oraz planów zabudowy miasta zwany Planem Rancka – pierwszego planu regulacyjnego Łodzi, opracowanego podczas I wojny światowej przez Christophera Rancka. Koncepcja obejmowała politykę komunalną, mieszkaniową, przebieg sieci wodociągowej i kanalizacyjnej, budowę lotniska i wyznaczenie dzielnic przemysłowych w południowo-wschodniej części Łodzi. Odpowiadał również za realizację Planu zabudowy i regulacji miasta Zgierza. Był członkiem zarządu i współzałożycielem (wraz Piotrem Brukalskim) Koła Architektów i Budowniczych w Łodzi. Był członkiem Łódzkiego Oddziału Stowarzyszenia Architektów Polskich. Był delegatem na Zjazd Delegacji Architektów Polskich (1927). W 1930 założył biuro architektoniczne GO-GO, w ramach którego projektował w nurcie historyzmu, modernizmu oraz art déco. Publikował w łódzkiej prasie na tematy artystyczne.
Mieszkał w Łodzi przy ul. Długiej 67 (ob. ul. Gdańska), a następnie przy ul. Andrzeja 13 (ob. ul. Andrzeja Struga). Zginął podczas Holokaustu – jego data i miejsce śmierci są nieznane.

## Realizacje
- Willa Eugeniusza Glezera (1922–1927) przy ul. S. Jaracza 84 w Łodzi[8],
- Osiedle Towarzystwa Spółdzielczego „Lokator” w Łodzi wraz z ogrodem (1925–1932)[2][4],
- Dom własny we wsi Chełmy (1928) – budynek modernistyczny, z elementami art déco,
- Miasto ogród „Uroczysko Chełmy” (1930) – zrealizowano kilkanaście prywatnych budynków letniskowych i sanatorium dla astmatyków doktora Rakowskiego,
- Dom przy al. Kościuszki 57 w Łodzi (1930),
- Zespół 10 drewnianych domów na Stokach (1933) dla Ireneusza Wojciechowskiego,
- Willa przy ul. Narutowicza 76 w Łodzi (1934–1936),
- Dom dla kolonii letniej łódzkiej Miejskiej Szkoły Pracy we Włodzimierzowie k. Piotrkowa Trybunalskiego (1936),
- Nowa synagoga w południowo-wschodnim narożniku pl. Kościuszki w Konstantynowie Łódzkim (nieukończona i zburzona podczas II wojny światowej) – budynek modernistyczny, z elementami art déco[4].